# Ластар
Ластарът (от гръцки: βλαδτάρι(ον); на френски: rinceau) е меко зелено стъбълце на лоза, извито като мустаче; филиз, младок или издънка, младо стъбло на дърво, храст или друго растение; ластун, ластуна.
- Ластар на лоза
- Ластар на лоза
- Ластар на краставица

В архитектурата понятието ластар също се използва - за обозначаване на декоративен елемент, камшиковидна крива, изобразяваща стилизирани виещи се стъбла и цветя. Най-често е употребяван като елемент в дърворезбата, щукатурната украса, а понякога и в скулптурата. Характерен елемент в стила ар нуво.
Ластарите се появяват в античната архитектура, в декорацията на покривите на Древна Гърция и след това в Римската империя. Ластарите се срещат и в декоративната керамика на Андалусия.
Освен в архитектурата ластари се използват при декорацията на книги и върху платове.
- Фонтан Сан-Мишел в Париж от периода на неоренесанса
- Псевдо-флорален, спирален ластар, 2007 г.
- Книга, 1880 г.
- Златна була (1356 г.), начална страница, копие.
- Декорация с ластри по романска глинена саксия, около 1200 г.